# 국제기능올림픽대회
국제 기능 올림픽 대회(國際技能 - 大會) 또는 월드스킬스(영어: WorldSkills)는 직업기능을 겨루는 국제 대회이며 참가 연령은 17세부터 22세 사이이다.
2년마다 세계 각 도시를 돌아가면서 개최된다. 이를 관장하는 기구는 월드스킬스 인터내셔널(WorldSkills International)이며, 이 기구의 과거 명칭은 국제직업훈련기구(International Vocation Training Organisation, IVTO)였다.
1950년에 스페인에서 출범했으며 국제 기능 올림픽 대회는 무역, 기능인과 고등 과학의 표준으로 자리잡아가고 있다.
2010년 현재 50개국이 참여하고 있으며, 대한민국은 1966년부터 참여하고 있다. 공식적인 순위는 매기고 있지 않으나 한국은 메달 개수와 금메달 수에 있어 최정상급의 성적을 올려왔다.

## 역대 개최 현황
| 연도   | 횟수 | 대회 기간          | 개최국 또는 개최지    | 우승     | 준우승   | 3위        |
| ------ | ---- | ------------------ | --------------------- | -------- | -------- | ---------- |
| 1950년 | 1회  | 대회 기간 없음     | 스페인 마드리드       |          |          |            |
| 1951년 | 2회  | 대회 기간 없음     | 스페인 마드리드       |          |          |            |
| 1953년 | 3회  | 대회 기간 없음     | 스페인 마드리드       |          |          |            |
| 1955년 | 4회  | 1955.4.18 ~ 4.30   | 스페인 마드리드       | 스페인   | 서독     | 모로코     |
| 1956년 | 5회  | 대회 기간 없음     | 스페인 마드리드       |          |          |            |
| 1957년 | 6회  | 대회 기간 없음     | 스페인 마드리드       |          |          |            |
| 1958년 | 7회  | 대회 기간 없음     | 벨기에 브뤼셀         |          |          |            |
| 1959년 | 8회  | 1959.9.8 ~ 9.24    | 이탈리아 모데나       |          |          |            |
| 1960년 | 9회  | 대회 기간 없음     | 스페인 바르셀로나     |          |          |            |
| 1961년 | 10회 | 1961.7.2 ~ 7.14    | 독일 뒤스부르크       |          |          |            |
| 1962년 | 11회 | 대회 기간 없음     | 스페인 히혼           |          |          |            |
| 1963년 | 12회 | 대회 기간 없음     | 아일랜드 더블린       | 일본     | 아일랜드 | 서독       |
| 1964년 | 13회 | 대회 기간 없음     | 포르투갈 리스본       | 일본     | 영국     | 포르투갈   |
| 1965년 | 14회 | 1965.7.19 ~ 7.29   | 영국 글래스고         | 영국     | 일본     | 스페인     |
| 1966년 | 15회 | 1966.6.14 ~ 6.29   | 네덜란드 위트레흐트   | 일본     | 네덜란드 | 이탈리아   |
| 1967년 | 16회 | 1967.7.4 ~ 7.17    | 스페인 마드리드       | 스페인   | 일본     | 서독       |
| 1968년 | 17회 | 1968.7.4 ~ 7.16    | 스위스 베른           | 스위스   | 일본     | 대한민국   |
| 1969년 | 18회 | 1969.7.2 ~ 7.15    | 벨기에 브뤼셀         | 일본     | 스위스   | 서독       |
| 1970년 | 19회 | 1970.11.3 ~ 11.19  | 일본 도쿄             | 일본     | 스위스   | 대한민국   |
| 1971년 | 20회 | 1971.9.7 ~ 9.19    | 스페인 히혼           | 일본     | 스페인   | 스위스     |
| 1973년 | 21회 | 1973.7.30 ~ 8.15   | 독일 뮌헨             | 서독     | 대한민국 | 일본       |
| 1975년 | 22회 | 1975.9.8 ~ 9.22    | 스페인 마드리드       | 스위스   | 대한민국 | 스페인     |
| 1977년 | 23회 | 1977.6.24 ~ 7.11   | 네덜란드 위트레흐트   | 대한민국 | 서독     | 일본       |
| 1978년 | 24회 | 1978.8.24 ~ 8.31   | 대한민국 부산         | 대한민국 | 일본     | 스위스     |
| 1979년 | 25회 | 1979.9.2 ~ 9.17    | 아일랜드 코크         | 대한민국 | 일본     | 스위스     |
| 1981년 | 26회 | 1981.6.8 ~ 6.20    | 미국 애틀랜타         | 대한민국 | 일본     | 스위스     |
| 1983년 | 27회 | 1983.8.15 ~ 8.28   | 오스트리아 린츠       | 대한민국 | 대만     | 오스트리아 |
| 1985년 | 28회 | 1985.10.14 ~ 10.27 | 일본 오사카           | 대한민국 | 일본     | 스위스     |
| 1988년 | 29회 | 1988.2.7 ~ 2.24    | 호주 시드니           | 대한민국 | 일본     | 대만       |
| 1989년 | 30회 | 1989.8.19 ~ 9.4    | 잉글랜드 버밍엄       | 대한민국 | 대만     | 오스트리아 |
| 1991년 | 31회 | 1991.6.20 ~ 7.6    | 네덜란드 암스테르담   | 대한민국 | 일본     | 오스트리아 |
| 1993년 | 32회 | 1993.7.19 ~ 8.3    | 타이완 타이베이       | 대만     | 대한민국 | 일본       |
| 1995년 | 33회 | 1995.10.5 ~ 10.18  | 프랑스 리옹           | 대한민국 | 대만     | 독일       |
| 1997년 | 34회 | 1997.6.27 ~ 7.10   | 스위스 장크트갈렌     | 대한민국 | 스위스   | 대만       |
| 1999년 | 35회 | 1999.11.4 ~ 11.19  | 캐나다 몬트리올       | 대한민국 | 대만     | 일본       |
| 2001년 | 36회 | 2001.9.6 ~ 9.19    | 대한민국 서울         | 대한민국 | 독일     | 일본       |
| 2003년 | 37회 | 2003.6.11 ~ 6.26   | 스위스 장크트갈렌     | 대한민국 | 스위스   | 일본       |
| 2005년 | 38회 | 2005.5.25 ~ 6.1    | 핀란드 헬싱키         | 스위스   | 대한민국 | 독일       |
| 2007년 | 39회 | 2007.11.8 ~ 11.22  | 일본 시즈오카         | 대한민국 | 일본     | 스위스     |
| 2009년 | 40회 | 2009.8.26 ~ 9.7    | 캐나다 캘거리         | 대한민국 | 스위스   | 일본       |
| 2011년 | 41회 | 2011.10.5 ~ 10.8   | 영국 런던             | 대한민국 | 일본     | 스위스     |
| 2013년 | 42회 | 2013.7.2 ~ 7.7     | 독일 라이프치히       | 대한민국 | 스위스   | 대만       |
| 2015년 | 43회 | 2015.8.11 ~ 8.17   | 브라질 상파울루       | 대한민국 | 브라질   | 중국       |
| 2017년 | 44회 | 2017.10.17 ~ 10.22 | 아랍에미리트 아부다비 | 중국     | 대한민국 | 스위스     |
| 2019년 | 45회 | 2019.8.22 ~ 8.27   | 러시아 카잔           | 중국     | 러시아   | 대한민국   |

## 종목
- 2011년 국제대회 경기직종을 기준으로 작성되었다.[1]

| - CNC밀링 - CNC선반,금형 - 기계제도/CAD - 냉동기술 - 메카트로닉스 - 자동차정비 - 통합제조 - 폴리메카닉스 - 항공정비 | - 배관 - 용접 - 자동차도장 - 차체수리 - 철골구조물 - 판금 - 창의적 모형 - 귀금속공예 - 그래픽디자인 - 석공예 - 프린팅 | - 공업전자기기 - 동력제어 - 모바일로보틱스 - 옥내제어 - 웹디자인 - 정보기술 - IT네트워크시스템 - 통신망분배기술 | - 가구 - 목공 - 미장 - 실내장식 - 장식미술 - 조경 - 조적 - 타일 | - 상품 진열 - 간호 - 레스토랑서비스 - 요리 - 의상디자인 - 제과제빵 - 피부미용 - 헤어디자인 - 화훼장식 |

## 대한민국의 메달 직종

### 1993년 국제기능올림픽대회
1993년 국제기능올림픽대회 (타이완 타이페이)
- 금메달 - 프레스금형, 기계제도, 선반, 밀링, 철골구조물, 가스용접, 전기용접, 판금, 배관, 목공, 금은세공, CNC기계
- 은메달 - TV수리, 동력배선, 양장
- 동메달 - 기계조립, 정밀기계제작, 공업전자기기, 옥내배선, 석공

### 1995년 국제기능올림픽대회
1995년 국제기능올림픽대회 (프랑스 리옹)
- 금메달 - 프레스금형, 자동제어, 기계제도/CAD, 귀금속공예, 석공예, 밀링, 판금, 옥내배선, 양장, 목공
- 은메달 - 기계조립, 정보처리, 전자기기, 창호, 자동차수리
- 동메달 - 정밀기기, 철골구조물, 이용

### 1999년 국제기능올림픽대회
캐나다(몬트리올)
- 금메달 -자동제어

### 2009년 국제기능올림픽대회
2009년 국제기능올림픽대회 (캐나다 캘거리)
- 금메달 - CNC밀링, CNC선반, 금형, 자동차차체수리, 실내장식, 공업전자기기, 요리, 조적, 귀금속공예, 타일, 통합제조, 모바일로보틱스, 철골구조물
- 은메달 - 판금, 배관, 자동차페인팅, 석공예, 컴퓨터정보통신
- 동메달 - 자동차정비, 메카트로닉스, 의상디자인, 웹디자인, 제과

### 2011년 국제기능올림픽대회
2011년 국제기능올림픽대회 (영국 런던)
- 금메달 - 폴리메카닉스, CNC/선반, CNC/밀링, 금형, 용접, 동력제어, 모바일로보틱스, 실내장식, 목공, 귀금속공예, 화훼장식, 자동차페인팅 판금
- 은메달 - 통신망분배기술, 정보기술, 웹디자인, 미장, 헤어디자인
- 동메달 - 메카트로닉스, 타일, 옥내제어, 가구, 제과, 냉동기술, 석공예

## 일화
- 한국에서는 개선퍼레이드가 치러진다. 획득자에게 산업훈장이 수여되었다.[2]

## 입상자 시상내역
| 등급 순위 | 포상                 | 상금 (만원) |
| --------- | -------------------- | ----------- |
| 금메달    | 동탑산업훈장 (3등급) | 6,720       |
| 은메달    | 철탑산업훈장 (4등급) | 5,600       |
| 동메달    | 석탑산업훈장 (5등급) | 3,920       |
| 우수상    | 산업포장             | 1,000       |

## 같이 보기
- 한국산업인력공단